# Corinne Goetzmann
Corinne Goetzmann est une magistrate française.

## Carrière
Ancienne élève de l’École nationale de la magistrature, Corinne Goetzmann entame en 1990 une longue carrière de juge d'instruction. Elle officie à Bar-le-Duc, à Pontoise puis à Paris pendant 12 ans où elle travaille en particulier à la JIRS (juridiction interrégionale spécialisée, chargée de la criminalité organisée). En 2009, elle participe à la commission Léger sur la réforme de la justice pénale. Elle en démissionne quand elle apprend, alors que les travaux de la commission ne sont pas terminés, que le président Nicolas Sarkozy souhaite supprimer les juges d'instruction, ce qu'il ne fera finalement pas.
En 2013, elle rejoint le tribunal de Bobigny, où elle devient présidente de la 13e chambre correctionnelle du tribunal de grande instance pendant trois ans. Durant cette période, elle se mobilise avec ses collègues pour demander des moyens supplémentaires « dans ce département, [où] l'Etat a abandonné sa mission » . Elle préside ensuite la 14e chambre du tribunal correctionnel de Paris.
Au cours de sa carrière, elle est chargée d'instruire ou de juger différents dossiers médiatiques comme le gang des barbares et la fusillade de Villiers-sur-Marne, au cours de laquelle meurt la policière Aurélie Fouquet. C'est elle qui préside le procès de l'affaire de Tarnac et qui prononce la relaxe des inculpés après trois semaines de débat,,.
À partir de novembre 2023, elle préside le procès, reporté à plusieurs reprises, concernant le projet d'attentat d'avril 2017 à Marseille, avec pour principaux prévenus Clément Baur et Mahiedine Merabet. En mars et avril 2024, elle préside le procès relatif à l’attentat du marché de Noël de Strasbourg de décembre 2018. 